# Mecostethus
Mecostethus is een geslacht van rechtvleugeligen uit de familie veldsprinkhanen (Acrididae). De wetenschappelijke naam van dit geslacht is voor het eerst geldig gepubliceerd in 1852 door Fieber.

## Soorten
Het geslacht Mecostethus omvat de volgende soorten:
- Mecostethus baichengensis Ren, Sun & Wang, 2002
- Mecostethus parapleurus Hagenbach, 1822
- Mecostethus rufifemoralis Zheng & Shi, 2009